# Mərdəkan
Mərdəkan (Mardakán) es un asentamiento y municipio en raión Jázaro de Bakú, Azerbaiyán, con una población de 15 603 habitantes. 

## Historia
Mardakán es uno de los pueblos más antiguos de la península de Absherón. Lleva el nombre de una tribu llamada Mards (la palabra Azerbaiyana para "Bravos") que vivió en el área durante el siglo I d. C. Cerca de la aldea se han descubierto varios rastros de asentamientos antiguos. Algunas rocas de la zona tienen pinturas típicas de la Edad del Bronce.

## Lugares de interés

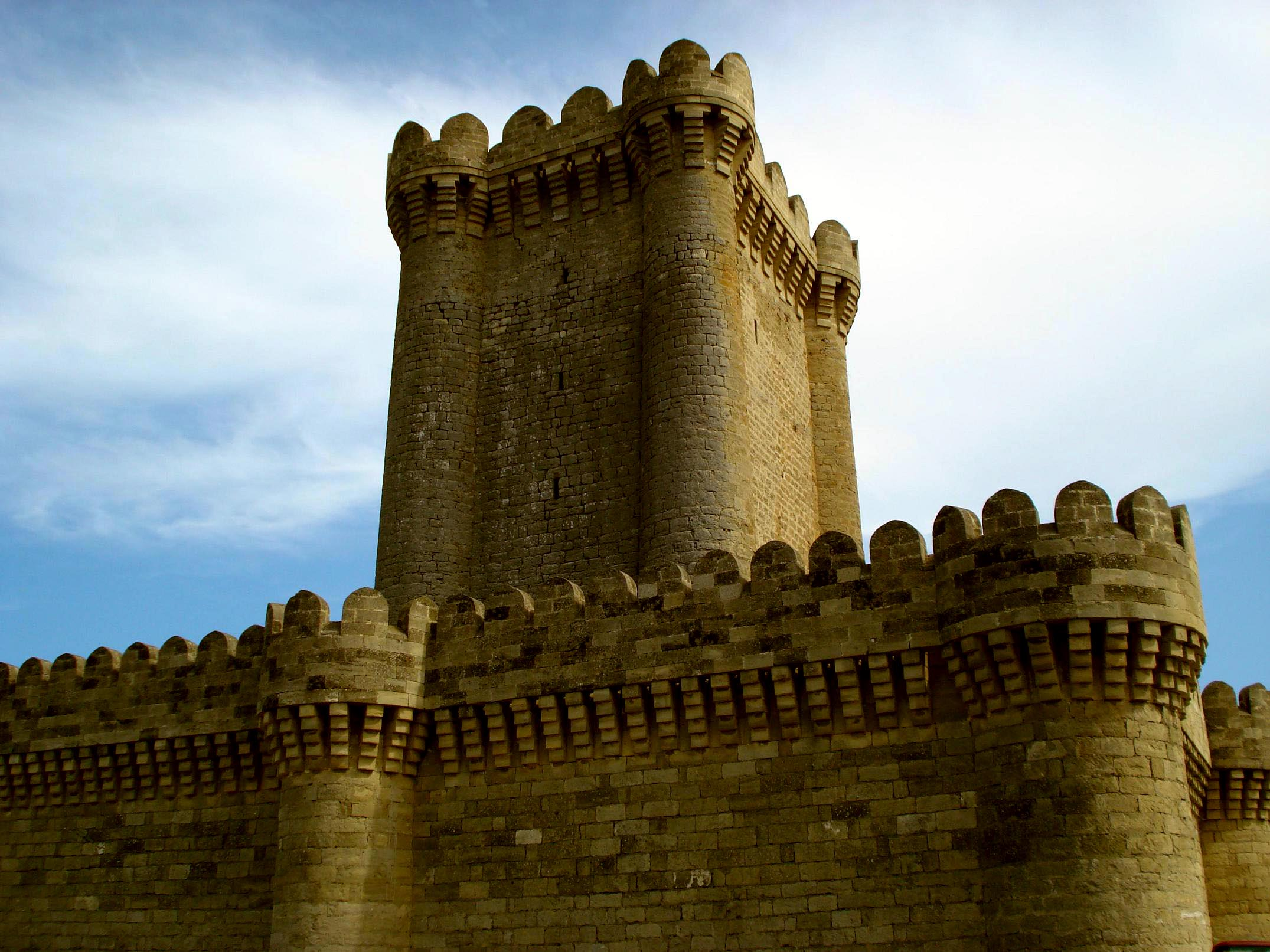
Castillo de Mardakan.

Los principales puntos de interés de Mardakán son sus castillos con torre de vigilancia, técnicamente siendo torreones. Hay dos fortalezas, una con una torre redonda y la otra con una torre cuadrangular. Estas torres son parte de la cadena general de torres y otras fortalezas sobre la península de Absherón. Cuando los enemigos atacaron, las cimas de estas torres se iluminaron con aceite para advertir a la población del peligro inminente. La torre redonda fue construida en el siglo XIII y tiene 15,5 metros de diámetro con tres pisos. La torre cuadrangular data del siglo XIV y mide unos 25 metros de altura con cinco pisos.
Mardakán es el lugar favorito para la construcción de casas de campo de verano para los residentes de Bakú. La tradición de construir cabañas en Mardakán se remonta al siglo XIX cuando los magnates de la industria petrolera emergente comenzaron a construir extravagantes casas de verano. Hoy en día, el auge de la construcción en Mardakán continúa con una ola de empresarios de nueva generación, que mantienen la tradición de transformar las antiguas dachas de arquitectura de estilo Absherón con arquitectura de Europa, como la construcción de casas francesa y mediterránea. Como en los viejos tiempos, la arquitectura francesa se destaca entre todos los demás estilos arquitectónicos seguidos en la construcción de cabañas de verano, con un proyecto de Ciudad Blanca completamente nuevo en el centro de la capital de Azerbaiyán, que es puramente arquitectura francesa.
Mardakán tiene un microclima favorable para el cultivo de frutas y verduras. Esto ha atraído a varias plantaciones, una de ellas es Mardakan Arboretum.
Otras atracciones clave incluyen:
- La mezquita Tuba-Shaja del siglo XV.

- La casa y el museo de Serguéi Yesenin

- La casa de verano y la tumba del magnate petrolero Zeynalabdín Taghíyev

## Nativos notables
- Zeynalabdín Taghíyev

## Relaciones Internacionales

### Ciudades gemelas - Ciudades hermanas
Mərdəkan está hermanado con
- Nadarzyn, Poland[1]

## Fotos

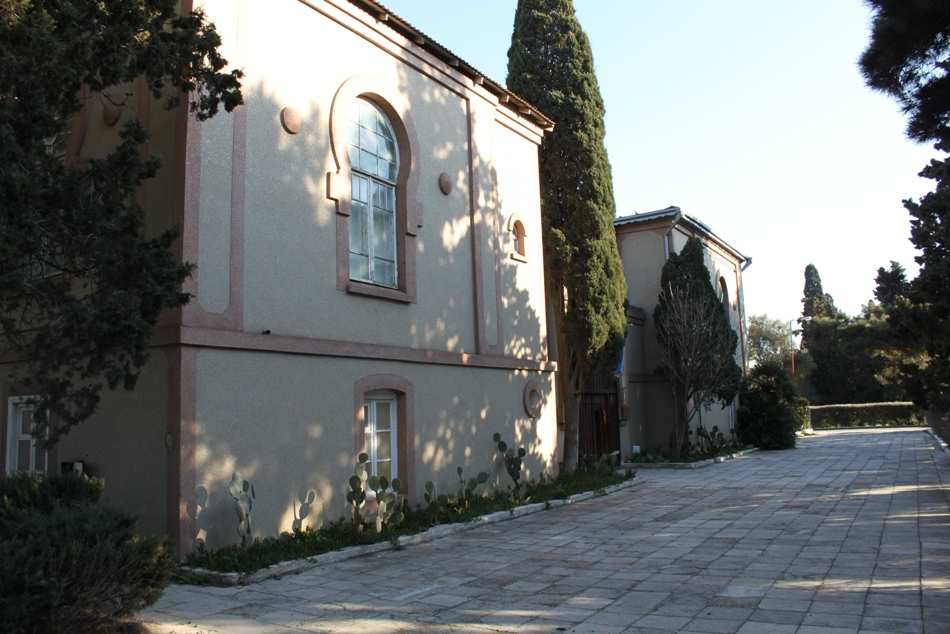
Arboreto de Mardakán.
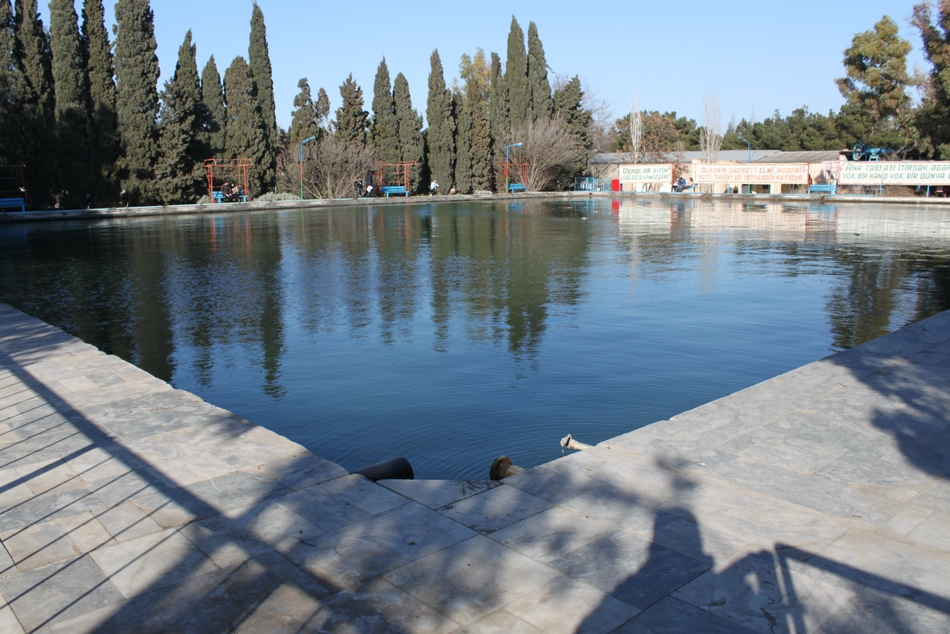
Arboreto de Mardakán.
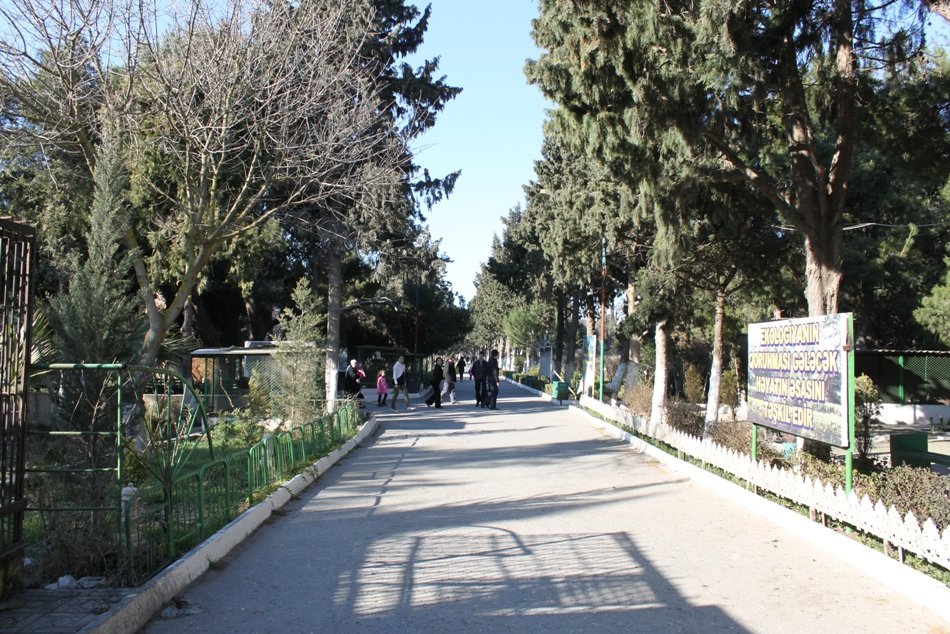
Arboreto de Mardakán.
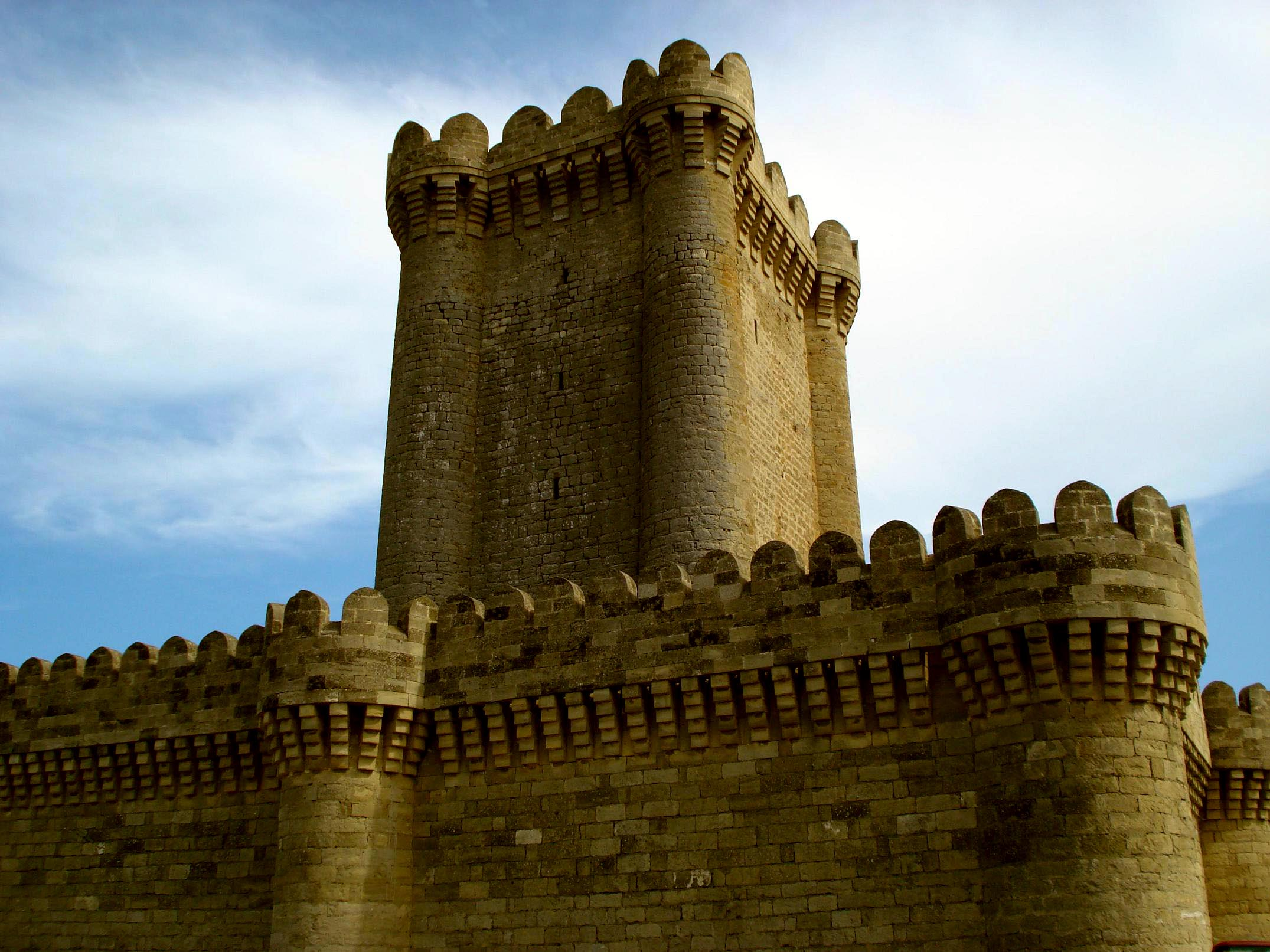
Castillo de Mardakán.
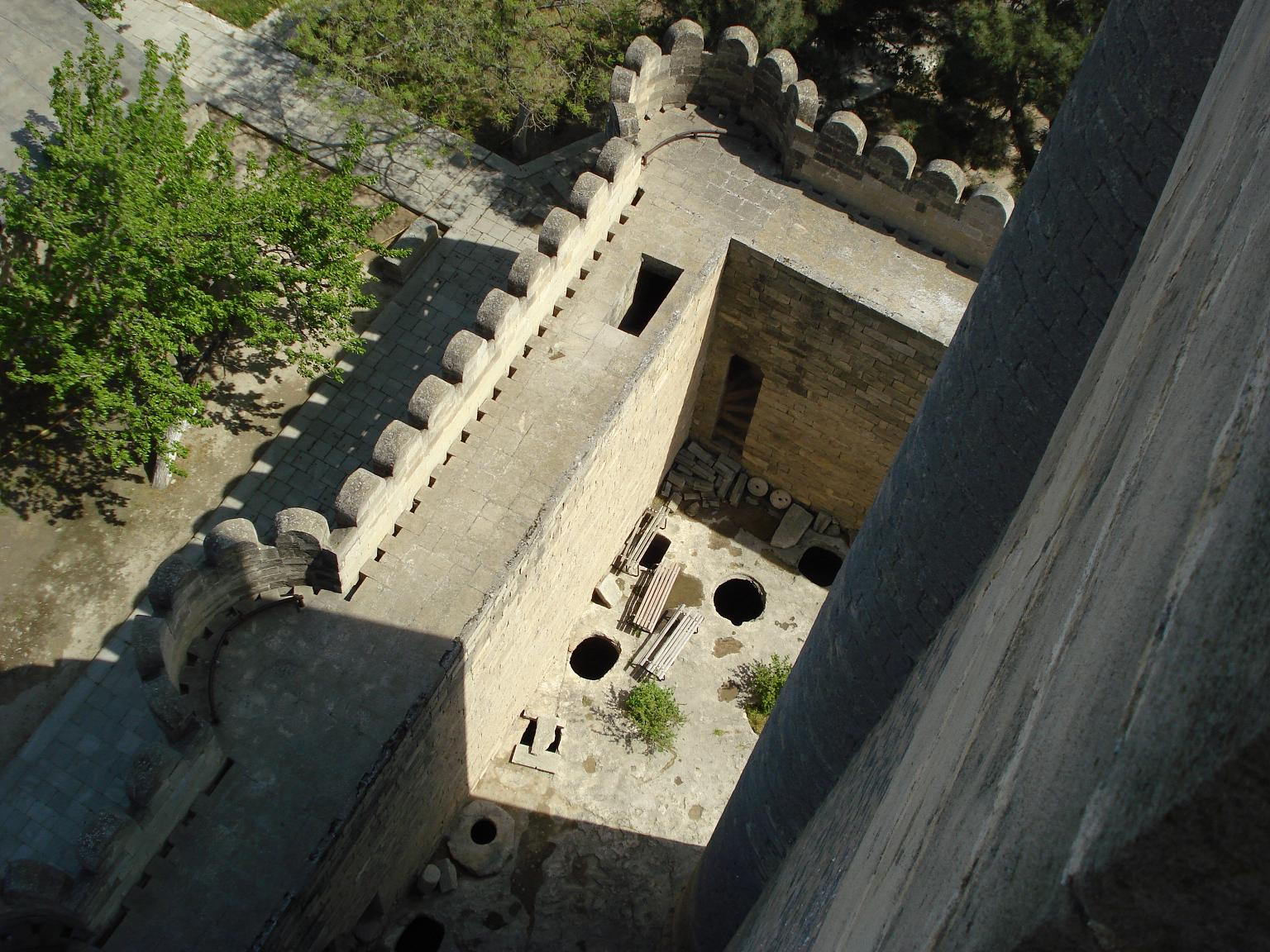
Castillo de Mardakán.
Uno de los establecimientos recreativos de Merdekán.